# Pteris consanguinea
Pteris consanguinea är en kantbräkenväxtart som beskrevs av Georg Heinrich Mettenius och Oskar Kuhn. Pteris consanguinea ingår i släktet Pteris och familjen Pteridaceae. Inga underarter finns listade.